# Paloh Mambu
Paloh Mambu is een bestuurslaag in het regentschap Aceh Utara van de provincie Atjeh, Indonesië. Paloh Mambu telt 315 inwoners (volkstelling 2010).